# Liste der Kulturdenkmale in Ascheberg (Holstein)
In der Liste der Kulturdenkmale in Ascheberg (Holstein) sind alle Kulturdenkmale der schleswig-holsteinischen Gemeinde Ascheberg (Holstein) (Kreis Plön) und ihrer Ortsteile aufgelistet (Stand: 10. März 2025).

## Legende
In den Spalten befinden sich folgende Informationen:
- Objekt-ID: die Nummer des Kulturdenkmales
- Lage: die Adresse des Kulturdenkmales und die geographischen Koordinaten. Kartenansicht, um Koordinaten zu setzen. In der Kartenansicht sind Kulturdenkmale ohne Koordinaten mit einem roten Marker dargestellt und können in der Karte gesetzt werden. Kulturdenkmale ohne Bild sind mit einem blauen Marker gekennzeichnet, Kulturdenkmale mit Bild mit einem grünen Marker.
- Offizielle Bezeichnung: Bezeichnung des Kulturdenkmales
- Beschreibung: die Beschreibung des Kulturdenkmales
- Bild: ein Bild des Kulturdenkmales

## Bauliche Anlagen
| Objekt-ID     | Lage                                             | Offizielle Bezeichnung    | Beschreibung | Bild                             |
| ------------- | ------------------------------------------------ | ------------------------- | --- | -------------------------------- |
| 39602         | Glasholz 19 (54° 9′ 5″ N, 10° 18′ 57″ O)         | ehem. Schule              | ehem. Schule; 1886; zweigeschossiger traufständiger Backsteinbau mit flachgeneigtem Satteldach, westlich Wohnbereich mit Drempel und angedeutetem Zwerchhaus. - Begründung: geschichtlich, städtebaulich, Kulturlandschaft prägend - Schutzumfang: gesamtes Objekt - Denkmaltyp: Bauliche Anlage                                       | BW                               |
| 38751         | Gut Ascheberg 10 (54° 8′ 3″ N, 10° 19′ 58″ O)    | ehem. Krug „Schwiddeldei“ | ehem. Krug „Schwiddeldei“; Ende 18. Jh., 1870; zweigeschossiger, traufständiger Putzbau mit flachgeneigtem Satteldach und übergiebeltem Mittelrisalit, Obergeschoss teils aus Fachwerk - Begründung: geschichtlich, städtebaulich, Kulturlandschaft prägend - Schutzumfang: gesamtes Objekt - Denkmaltyp: Bauliche Anlage              | Fotos hochladen                  |
| 2911 Wikidata | Langenrader Mühle 4 (54° 9′ 52″ N, 10° 20′ 4″ O) | Windmühle „Sventana“      | Alteintragung (Aktualisierung vorgesehen) - Begründung: geschichtlich, technisch, Kulturlandschaft prägend - Schutzumfang: Alteintragung (Aktualisierung vorgesehen) - Denkmaltyp: Bauliche Anlage | weitere Fotos \| Fotos hochladen |
| 38737         | Plöner Chaussee 45 (54° 8′ 56″ N, 10° 20′ 44″ O) | Michaeliskirche           | Kirche St. Michaelis; 1954; Architekt Otto Schnittger; ziegelsichtiger Baukörper auf T-förmigem Grundriss mit Laterne über Kreuzungspunkt, überschnittene Satteldächer mit Dachsteinen, östlicher Buntglaswand - Begründung: geschichtlich, künstlerisch, städtebaulich - Schutzumfang: Michaeliskirche, - Denkmaltyp: Bauliche Anlage | weitere Fotos \| Fotos hochladen |

## Gründenkmale
| Objekt-ID      | Lage                                       | Offizielle Bezeichnung            | Beschreibung | Bild            |
| -------------- | ------------------------------------------ | --------------------------------- | --- | --------------- |
| 13831 Wikidata | Gut Ascheberg (54° 8′ 6″ N, 10° 20′ 26″ O) | Zufahrtsallee (Lindendoppelallee) | Zufahrt zum Gut Ascheberg. Alteintragung (Aktualisierung vorgesehen) - Begründung: geschichtlich, künstlerisch, Kulturlandschaft prägend - Schutzumfang: gesamtes Objekt - Denkmaltyp: Gründenkmal | Fotos hochladen |
| 13832 Wikidata | Gut Ascheberg (54° 8′ 6″ N, 10° 20′ 23″ O) | Wasserallee (Lindendoppelallee)   | Alteintragung (Aktualisierung vorgesehen) - Begründung: geschichtlich, wissenschaftlich, Kulturlandschaft prägend - Schutzumfang: gesamtes Objekt - Denkmaltyp: Gründenkmal                        | BW              |

## Quelle
- Liste der Kulturdenkmale in Schleswig-Holstein – Kreis Plön (PDF)

- Karte mit allen Koordinaten:
- OSM |
- WikiMap